# Artère caverneuse
L'artère caverneuse est selon le sexe l'une des deux artères de noms différents dans la nomenclature anatomique TA2 :
- chez la femme, l'artère profonde du clitoris[1],[2],
- chez l'homme, l'artère profonde du pénis[3],[4].